# Alloscirtetica larocai
Alloscirtetica larocai är en biart som beskrevs av Urban 1977. Alloscirtetica larocai ingår i släktet Alloscirtetica och familjen långtungebin. Inga underarter finns listade i Catalogue of Life.